# Kurt Engel (Politiker)
Kurt Engel (* 21. Oktober 1902 in Trebnitz, Schlesien; † 10. Dezember 1961 in Erfurt) war ein deutscher Maschinenschlosser und Volkskammerabgeordneter für den Freien Deutschen Gewerkschaftsbund (FDGB).

## Leben
Engel war der Sohn eines Tischlers. Er nahm nach dem Besuch der Volksschule eine Lehre zum Maschinenschlosser auf und arbeitete dann in diesem Beruf. Ab 1947 war er Werkmeister und wurde 1952 Leiter der Abteilung Arbeit im VEB Wasserwirtschaft (Z) Gera-Unstrut in Erfurt.

## Politik
1920 trat Engel dem Deutschen Metallarbeiterverband bei. Nach dem Zweiten Weltkrieg wurde er Mitglied des 1945 in der Sowjetischen Besatzungszone neugegründeten FDGB. Außerdem wurde er Mitglied der SED. In den beiden Wahlperioden von 1950 bis 1954 und von 1954 bis 1958 war er Mitglied der FDGB-Fraktion der Volkskammer der DDR.